# Ріно Ферраріо
Ріно Ферраріо (італ. Rino Ferrario, * 7 грудня 1926, Альб'яте — 19 вересня 2012, Турин) — колишній італійський футболіст, півзахисник.
Насамперед відомий виступами за клуб «Ювентус», а також національну збірну Італії.
Дворазовий чемпіон Італії. 

## Клубна кар'єра
Вихованець футбольної школи клубу «Про Ліссоне».
У дорослому футболі дебютував 1947 року виступами за команду клубу «Ареццо», в якій провів два сезони, взявши участь у 46 матчах чемпіонату. 
Протягом 1949—1950 років захищав кольори команди клубу «Луккезе-Лібертас».
Своєю грою за останню команду привернув увагу представників тренерського штабу клубу «Ювентус», до складу якого приєднався 1950 року. Відіграв за «стару синьйору» наступні п'ять сезонів своєї ігрової кар'єри. За цей час виборов титул чемпіона Італії.
Згодом з 1955 по 1957 рік грав у складі команд клубів «Інтернаціонале» та «Трієстина». 1957 року повернувся до «Ювентуса», за результатами першого ж сезону після повернення до Турина виборов свій другий титул чемпіона Італії.
Завершив професійну ігрову кар'єру у клубі «Торіно», за команду якого виступав протягом 1959—1961 років.

## Виступи за збірні
1953 року  захищав кольори другої збірної Італії, у складі якої провів один матч.
1952 року дебютував в офіційних матчах у складі національної збірної Італії. Протягом кар'єри у національній команді, яка тривала 7 років, провів у формі головної команди країни лише 10 матчів. У складі збірної був учасником чемпіонату світу 1954 року у Швейцарії.

## Титули та досягнення
- Чемпіон Італії (2):

«Ювентус»:  1951–52, 1957–58